# Балка Недайвода
Балка Недайвода — балка (річка) в Україні у Криворізькому районі Дніпропетровської області. Ліва притока річки Інгулець (басейн Дніпра).

## Опис
Довжина балки приблизно 8,35 км, найкоротша відстань між витоком і гирлом — 7,14  км, коефіцієнт звивистості річки — 1,17 . Формується декількома струмками та загатами.

## Розташування
Бере початок у селі Зоря. Спочатку тече переважно на південний захід, далі тече переважно на північний захід через село Недайвода і впадає у річку Інгулець, праву притоку річки Дніпра.

## Цікаві факти
- У XX столітті на балці існувала газова свердловина[2], а у XIX столітті — декілька вітряних млинів[1].